# Вимислув (гміна Шидлув)
Вимислув (пол. Wymysłów) — село в Польщі, у гміні Шидлув Сташовського повіту Свентокшиського воєводства.
Населення — 21 особа (2011).
У 1975-1998 роках село належало до Келецького воєводства.

## Демографія
Демографічна структура на день 31 березня 2011 року:
|          | Загалом | Допрацездатний вік | Працездатний вік | Постпрацездатний вік |
| -------- | ------- | ------------------ | ---------------- | -------------------- |
| Чоловіки | 11      | 1                  | 9                | 1                    |
| Жінки    | 10      | 2                  | 3                | 5                    |
| Разом    | 21      | 3                  | 12               | 6                    |